# Glacidorbidae
Glacidorbidae科是腹足綱軟體動物的一個淡水螺科，屬於異鰓類支序的泛有肺類支序。

## 分類

### 2005年分類
Glacidorbidae科是Glacidorboidea總科之下的唯一一個科。Glacidorboidea總科舊屬基眼目，在2005年的《布歇特和洛克羅伊的腹足類分類》被歸入異鰓類支序的下異鰓類支序。

### 2010年分類
Jörger et al. (2010)重新定義異鰓類支序，於2010年10月建立泛有肺類，用來取代當時被證實為並系群的原基眼目非正式群組。

### 2017年分類
在2017年的《布歇特等人的腹足類分類》不再採用「泛有肺類」這個概念；本科隨同其總科被劃歸Pylopulmonata總目 。

### 屬
以下為本科之下各屬：
- Benthodorbis Ponder & Avern, 2000[7]
- Glacidorbis Iredale, 1943：模式屬
- Gondwanorbis Ponder, 1986[1]
- Patagonorbis Rumi & Gutiérrez Gregoric, 2015[8]
- Striadorbis Ponder & Avern, 2000[7]
- Tasmodorbis Ponder & Avern, 2000[7]

## 分佈
本科物種目前只分佈於澳大利亞東南部及西南部水域及南美洲。

## 外部連結
- Glacidorbidae在NCBI的頁面連結